# South Ray (cráter)

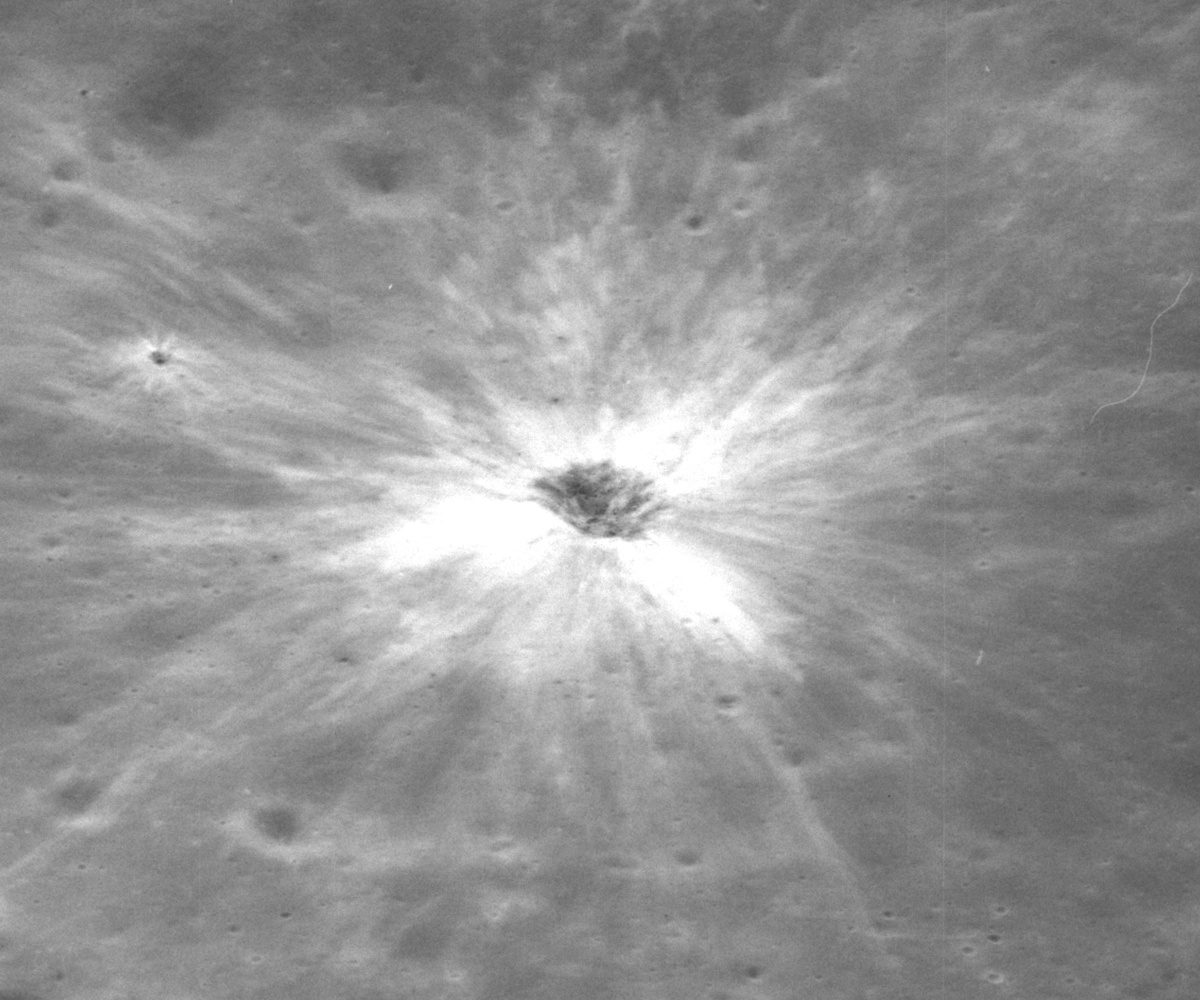
Fotografía de la misión Apolo 14

South Ray es un pequeño cráter lunar situado en las Tierras Altas de Descartes, fotografiado desde la superficie del satélite por los astronautas del Apolo 16. El nombre del cráter fue adoptado formalmente por la Unión Astronómica Internacional en 1973.
|  |
|  |

El módulo lunar Orion del Apolo 16 aterrizó entre los cráteres North Ray y South Ray el 21 de abril de 1972. Los astronautas John Young y Charles M. Duke exploraron el área entre los cráteres en el transcurso de tres EVAs utilizando un Lunar Roving Vehicle o rover. Se acercaron a South Ray en la EVA 2, en la Estación 4 (ubicada en el cráter Cinco), a unos 3,9 km al sur del lugar de aterrizaje. Duke fotografió South Ray desde allí con una lente de 500 mm.
El cráter South Ray tiene aproximadamente 700 m de diámetro y aproximadamente 120 m de profundidad, con un brillante de sistema de marcas radiales de materiales eyectados. Los astronautas observaron que los materiales expulsados de South Ray eran muy gruesos e informaron que habría sido difícil o imposible conducir allí en su rover.
South Ray pertenece a la Formación Cayley, del Período Ímbrico, aunque el cráter en sí es mucho más reciente (del Período Copernicano).

## Denominación

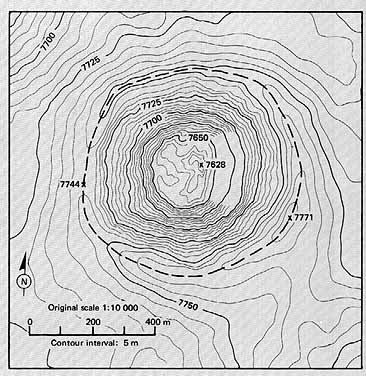
Mapa topográfico del cráter

El nombre de "South Ray" hace referencia a los rayos de su sistema de marcas radiales y a su posición relativa al sur del punto de aterrizaje del Apolo 16. Tiene su origen en las denominaciones topográficas utilizadas en la hoja a escala 1/50.000 del Lunar Topophotomap con la referencia "78D2S1 Apollo 16 Landing Area".